# Володимир Муляр
Володи́мир Му́ляр (23 січня 1978, Хмельницький) — український музикант, мандрівник, влогер. Є засновником та учасником музичного гурту «Фолькнери» (також у ньому — саундпродюсером, звукорежисером, композитором) та культурно-мандрівницького проєкту «Двоколісні хроніки» (також у ньому — автором, ведучим, відеооператором, відеомонтажером). Вважається помітною особою в культурній та туристичній сферах життя країни завдяки значному вкладу у популяризацію української етно-музики та пісенного фольклору, а також велосипедного туризму і україномовного тревел-влогінгу.
Як мандрівник та влогер Муляр став відомим після успішно здійсненої велоподорожі з України до Австралії у 2014-2016 рр. разом з дружиною Яриною.
У 2024 році Володимир Муляр розпочав сольну безперервну навколосвітню велопекспедицію по усіх континентах Землі на підтримку України, стартувавши в англійському містечку Хексем. Очікується що подорож займе близько 3 років. Хід подорожі детально висвітлюється на каналі проєкту «Двоколісні хроніки» в Youtube.